# Verdrag van Spiers (1570)

Partium
Vorstendom Zevenburgen

Het Verdrag van Spiers, ondertekend op de Rijksdag van 1570, was een vredesovereenkomst tussen de twee Hongaarse koninkrijken:
- koninklijk Hongarije onder de Habsburgse keizer Maximiliaan II en
- het koninkrijk Oost-Hongarije, onder Johan II Sigismund Zápolya.

De overeenkomst hield in dat Johan Sigismund afstand deed van zijn aanspraken op de Hongaarse troon, en dat Maximiliaan II hem erkende als vorst van Zevenburgen. In ruil aanvaardde Johan Sigismund de suzereiniteit van Maximiliaan II als koning van Hongarije over zijn vorstendom.
Johan Sigismund werd princeps Transsylvaniae et partium regni Hungariae dominus: vorst van Zevenburgen en heer van een deel van het koninkrijk Hongarije. Dit "deel van Hongarije" is het zogenaamde Partium, dat middels het Verdrag van Spiers onder de heerschappij van de vorst van Zevenburgen werd geplaatst. Wettelijk bleef Zevenburgen weliswaar een onderdeel van het koninkrijk Hongarije.